# Erragonalia buysi
Erragonalia buysi är en insektsart som beskrevs av Young 1986. Erragonalia buysi ingår i släktet Erragonalia och familjen dvärgstritar. Inga underarter finns listade i Catalogue of Life.